# Organismo Supervisor de las Contrataciones del Estado
El Organismo Supervisor de las Contrataciones del Estado (OSCE), es un organismo técnico especializado de Perú adscrito al Ministerio de Economía y Finanzas. Tiene como finalidad promover el cumplimiento de la normativa de contrataciones del Estado peruano y su sede está en la ciudad de Lima y oficinas desconcentradas.
Creado el 4 de junio de 2008, cuenta con personería jurídica de derecho público, que constituye pliego presupuestal y goza de autonomía técnica, funcional, administrativa, económica y financiera, conforme lo dispuesto en la Ley Nº 30225, Ley de Contrataciones del Estado modificada por el Decreto Legislativo N° 1341.

## Funciones
Tiene entre sus funciones:
- Velar y promover que las Entidades realicen contrataciones eficientes, bajo los parámetros de la Ley, su reglamento y normas complementarias.
- Efectuar acciones de supervisión de forma selectiva y/o aleatoria respecto de los métodos de contratación contemplados en la Ley.
- Administrar el Registro Nacional de Proveedores (RNP) y el Sistema Electrónico de Contrataciones del Estado (SEACE), entre otras funciones establecidas en el artículo 52.º de la Ley de Contrataciones del Estado.

## Presidente
- Blythe Muro Cruzado[2]
- Magali Rojas Delgado[3]